# Bradley Johnson
Bradley Paul Johnson (28 de abril de 1987) es un exfutbolista inglés que jugaba como mediocampista.

## Trayectoria
Luego de debutar profesionalmente con Cambridge United, firmó con el Northampton Town en 2005 y se convirtió en titular indiscutible con la llegada del entrenador Stuart Gray. 
Su desempeño llamó la atención de varios equipos de mayor nivel, hasta que finalmente firmó un contrato con el Leeds United en enero de 2008. Debutó con el Leeds el 14 de enero de ese mismo año, y participó en 140 juegos con este club hasta que el 1 de julio de 2011 fue firmado por el Norwich City, donde fue subcapitán y disputó 152 encuentros anotando un total de 21 goles.
El 1 de septiembre se confirmó el traspaso de Johnson al Derby County por un monto de £6 m.

## Clubes
| Club                                  | País       | Año       |
| ------------------------------------- | ---------- | --------- |
| Cambridge United F. C.                | Inglaterra | 2004-2005 |
| Northampton Town F. C.                | Inglaterra | 2005-2008 |
| Gravesend & Northfleet F. C. (cedido) | Inglaterra | 2005-2006 |
| Stevenage Borough F. C. (cedido)      | Inglaterra | 2006      |
| Leeds United F. C.                    | Inglaterra | 2008-2011 |
| Brighton & Hove Albion F. C. (cedido) | Inglaterra | 2008-2009 |
| Norwich City F. C.                    | Inglaterra | 2011-2015 |
| Derby County F. C.                    | Inglaterra | 2015-2019 |
| Blackburn Rovers F. C.                | Inglaterra | 2019-2022 |
| Milton Keynes Dons F. C.              | Inglaterra | 2022-2023 |
| Derby County F. C. sub-21             | Inglaterra | 2023-2024 |